# Delfin (singel)
Delfin – singel polskich raperów Bedoesa, Koldiego, Young Multiego oraz Beteo. Utwór pochodzi z drugiego albumu studyjnego Bedoesa, Kwiat polskiej młodzieży. Singel został wydany 30 listopada 2018.
Nagranie otrzymało w Polsce status podwójnej platynowej płyty, przekraczając liczbę 40 tysięcy sprzedanych kopii.

## Geneza utworu i historia wydania
Utwór napisali i skomponowali Borys Przybylski, Adrian Połoński, Marcin Rafalik, Michał Rychlik oraz Jakub Salepa, który również odpowiada za produkcję utworu.
Singel ukazał się w formacie digital download 30 listopada 2018 w Polsce za pośrednictwem wytwórni płytowej SBM Label. Piosenka została umieszczona na drugim albumie studyjnym Beodesa – Kwiat polskiej młodzieży.

## Lista utworów
- Digital download[4]

1. „Delfin” – 5:36

## Certyfikaty
| Kraj          | Certyfikat         | Sprzedaż |
| ------------- | ------------------ | -------- |
| Polska (ZPAV) | 2x platynowa płyta | 40 000+  |